# Coraciide
Coraciidele sau dumbrăvencele (Coraciidae sau Coraciadidae) este o familie de păsări arboricole răspândite în zonele tropicale și temperate din Asia, Europa și Africa. Cele din ținuturile nordice sunt călătoare. Au o talie mijlocie. Ciocul de lungime mijlocie este tare, gros și puternic, de tip corvideu (ca cel al ciorilor). Corpul este robust, capul mare și picioarele scurte. Degetele anterioare libere și gheara degetului anterior mijlociu mai mare decât cea a degetului posterior. Penele sunt dure și nu prea dese, culcate pe corp. Ambele sexe sunt viu colorate. Sunt bune zburătoare. Populează coroanele arborilor. Cuibul și-l fac în scorburi, stâncării, găuri în maluri, termitiere sau cuiburile părăsite ale ciocănitorilor. Se hrănesc cu broaște, șopârle, mici rozătoare, precum și cu lăcuste, gândaci sau alte insecte pe care le prind după ce le urmăresc dintr-un loc de pândă. Ouăle sunt albe. Puii ies din ou golași și orbi, și au nevoie de o îngrijire îndelungată. Ambii parteneri clocesc cu schimbul, adesea în colonii.

## Sistematica
Au fost descrise 2 genuri și 11 specii. În România trăiește o singură specie, dumbrăveanca (Coracias garrulus)
- Genul: Coracias

- Coracias garrulus
- Coracias abyssinicus
- Coracias caudatus
- Coracias spatulatus
- Coracias naevius
- Coracias benghalensis
- Coracias temminckii
- Coracias cyanogaster

- Genul: Eurystomus

- Eurystomus glaucurus
- Eurystomus gularis
- Eurystomus azureus
- Eurystomus orientalis